# Убийство Мохаммеда Таха Исмаила Аль-Абдуллы
Убийство Мохаммеда Таха Исмаила Аль-Абдуллы — случай внесудебной казни, произошедший в 2017 году на территории Сирийской Арабской Республики. Согласно ряду источников, к преступлению причастны наёмники, предположительно связанные с российской частной военной компанией «Вагнер». На видеозаписи, ставшей публичной в 2019 году, зафиксированы акты жестокого обращения с пленным, включая нанесение тяжёлых телесных повреждений, удары кувалдой, ампутацию конечностей, обезглавливание и последующее сожжение тела. Инцидент вызвал широкий общественный резонанс и критику со стороны международных правозащитных организаций как пример возможного военного преступления.

## Контекст присутствия ЧВК «Вагнер» в Сирии
С 2015 года частная военная компания «Вагнер» активно действует на территории Сирийской Арабской Республики, оказывая поддержку правительственным силам в ходе гражданской войны. Деятельность формирования осуществляется в тесной координации с Министерством обороны Российской Федерации и направлена, прежде всего, на укрепление позиций режима президента Башара Асада.
Основные задачи ЧВК «Вагнер» в Сирии включают охрану стратегически важных объектов, участие в наступательных операциях, зачистку населённых пунктов от вооружённой оппозиции, а также сопровождение сирийских правительственных войск. Личный состав организации формировался преимущественно из бывших военнослужащих и сотрудников силовых структур. С 2017 года известно также о вербовке заключённых из российских исправительных учреждений.
Несмотря на отсутствие правового статуса частных военных компаний в российском законодательстве, деятельность ЧВК «Вагнер» долгое время осуществлялась вне рамок правового регулирования. При этом имеются многочисленные свидетельства её тесной связи с государственными структурами и получения поддержки со стороны официальных органов, включая поставки вооружения, логистическое обеспечение и медицинскую эвакуацию.

## Ход событий
Летом 2017 года в районе газового завода «Шаер» в провинции Хомс (Сирия) была зафиксирована видеозапись, на которой группа мужчин в военной форме, говорящих на русском языке без акцента, совершала насилие над пленным. На кадрах видно, как неизвестные наносили мужчине множественные удары кувалдой по конечностям, ломая их, после чего последовал смертельный удар по голове. Тело убитого было облито горючим веществом и сожжено.
Видеозапись была обнародована в 2019 году рядом независимых российских и международных СМИ. Журналистские расследования, проведённые изданиями «Новая газета», Bellingcat, The Insider и Dossier Center, позволили установить личности некоторых участников расправы. Согласно этим данным, одним из фигурантов является Станислав Дычко (также известный как Дяченко) — бывший военнослужащий Вооружённых сил Российской Федерации, который предположительно принимал участие в операциях частной военной компании «Вагнер» на территории Сирии.

## Содержание видеозаписей
В разные годы в интернете были опубликованы несколько фрагментов видеозаписей, предположительно относящихся к одному и тому же инциденту с применением жестокого насилия. Материалы содержат сцены преднамеренного и жестокого обращения с мужчиной в гражданской одежде.
На кадрах зафиксированы следующие эпизоды:
- насильственное удержание пленного без военной формы, одетого в гражданскую одежду;
- нанесение множественных переломов конечностей ударами кувалды и вырезание сухожилий;
- психологические издевательства над пленным, включая принуждение аплодировать нападавшим;
- обезглавливание человека, находящегося в живом или предсмертном состоянии;
- сожжение тела в присутствии других лиц.

Пленный, судя по внешним признакам, является человеком арабского происхождения, тогда как нападавшие разговаривают по-русски без акцента; их лица на видео скрыты. Место действия напоминает разрушенный промышленный объект в пустынной местности.
Комментариями за кадром, а также манерой поведения участников, действия выглядят как совершённые в условиях полной безнаказанности с элементами насмешки и пренебрежения к человеческой жизни. Убийцы сопровождают происходящее оскорблениями, угрозами и смехом. На одной из версий записи звучит фоновая музыкальная композиция «ГСН — Российский спецназ», что усиливает зловещую атмосферу происходящего.

## Идентификация участников и технический анализ видеозаписи
Независимые расследования, проведённые журналистами изданий Bellingcat, Новая газета, The Insider и Dossier Center, были направлены на установление личностей участников расправы, зафиксированной на серии видеозаписей, предположительно сделанных на территории Сирии. В ходе анализа применялись современные методы OSINT (разведки по открытым источникам), включая:
- изучение метаданных видеозаписей с целью установления времени и примерного места съёмки;
- геолокационный анализ, основанный на сопоставлении визуальных ориентиров с открытыми спутниковыми снимками, что позволило определить локацию — район газового месторождения Шаер в сирийской провинции Хомс;
- сопоставление внешности, телосложения, татуировок, голосов и других анатомических особенностей с данными из открытых источников, включая профили в социальных сетях и архивные изображения.

Эксперты обратили внимание на высокое качество видеосъёмки, наличие записи с нескольких ракурсов, а также фоновое звуковое сопровождение, что свидетельствует о продуманности и демонстративном характере насилия. Анализ аудиодорожки подтвердил, что участники говорят по-русски без акцента, что указывает на их вероятное происхождение из России.
В результате расследования удалось идентифицировать одного из предполагаемых участников — Станислава Дычко (в ряде публикаций также упоминается как Дяченко) — бывшего сотрудника МВД Ставропольского края, который, по информации СМИ, позже вступил в ряды ЧВК «Вагнер» и принимал участие в боевых действиях в Сирии.
Второй был идентифицирован как бывший солдат по имени Руслан из Брянска, в настоящее время работающий «патриотическим воспитателем» в местных школах.
Дальнейшее расследование, проведенное российскими СМИ в декабре 2019 года, выявило остальных преступников как Владимира Б., Джахонгыра М. («Памир»), Руслана («Чичи») и Владислава Апостола, который был убит в Сирии в феврале 2018 года. «Новая газета» направила материалы своего расследования убийства в Генеральную прокуратуру России, а также в Следственный комитет России, однако в результате никаких уголовных дел возбуждено не было.
Личности остальных фигурантов, чьи лица были скрыты или частично заслонены, установить с полной достоверностью не удалось. Тем не менее, по данным журналистских расследований, они также могут быть связаны с ЧВК «Вагнер». Некоторые из них, как предполагается, впоследствии участвовали в боевых действиях в Центральноафриканской Республике, Ливии и на территории Украины.

## Жертва
Согласно данным арабской прессы, в частности информационного агентства Jesr Press, удалось установить личность жертвы казни, зафиксированной на видеозаписях, а также уточнить время и место совершения преступления. По сведениям издания, убитым был Мохаммед Таха Исмаил Аль-Абдулла, также известный под именем Хаммади Таха Аль-Бута. Он родился в 1986 году в городе Дейр-эз-Зор (Сирия).
По информации источника, в период гражданской войны в Сирии Хаммади покинул страну, однако в июле 2017 года вернулся. Существуют разные версии его дальнейшей судьбы: по одной — он был мобилизован в состав резервных подразделений армии Башара Асада; по другой — являлся дезертиром или пленным боевиком террористической организации «Исламское государство», переданным сирийскими властями в распоряжение бойцов ЧВК «Вагнер».
Идентификация погибшего стала возможной благодаря сопоставлению видеозаписей казни с документами, найденными на месте происшествия. Как уточняет Jesr Press, казнь произошла на территории газового месторождения Шаер в провинции Хомс.

## Символика насилия: кувалда и жест «джамбо» как эмблемы ЧВК «Вагнер»
Кувалда, использованная в расправе над Мохаммедом Таха Исмаилом Аль-Абдуллой, со временем приобрела символическое значение и стала одним из узнаваемых эмблем ЧВК «Вагнер». Её изображение активно использовалось в пропагандистских материалах, сувенирной продукции и в визуальной атрибутике, связанной с группировкой. В 2022 году кувалда вновь привлекла внимание общественности после убийства Евгения Нужина — российского заключённого, ранее сдавшегося в плен украинским силам и позднее возвращённого в Россию, где он был казнён ударом кувалды. Этот инструмент стал своеобразным символом «внутренней дисциплины» и устрашения, а также предметом ритуального значения в культуре насилия, культивируемой внутри ЧВК.
Параллельно, жест «джамбо» — сложенный из большого и указательного пальцев знак в форме латинской буквы «J» — приобрёл значение неформального приветствия и символа принадлежности к ЧВК «Вагнер». Внутри группы этот жест используется как элемент визуального кодирования, демонстрации лояльности, а также как форма запугивания и насмешки над противником. На видеозаписях, запечатлевших расправу, бойцы регулярно используют различные жесты, сопровождающие насилие и служащие выражением насмешки и доминирования. Одним из таких жестов является именно «джамбо», что позволяет интерпретировать его как «визитную карточку» исполнителей. Его исполнение сопровождалось смехом, комментариями за кадром и подчеркивало атмосферу полной безнаказанности.
Таким образом, как кувалда, так и жест «джамбо» стали знаковыми элементами визуальной и поведенческой символики ЧВК «Вагнер», отражающими её внутреннюю идеологию, методы психологического давления и стремление к демонстративному насилию

## Реакция

### Реакция сирийских властей
Официальная позиция правительства Сирийской Арабской Республики по инциденту отсутствует. Несмотря на предположения о том, что пленного могли передать бойцам ЧВК «Вагнер» представители сирийских силовых структур, Дамаск не давал официальных комментариев и не инициировал расследований. Международные правозащитные организации и структуры ООН неоднократно призывали сирийские власти провести объективное и прозрачное расследование, однако на практике меры в этом направлении не предпринимались.

### Реакция международной общественности
После обнародования видеозаписей в 2019 году инцидент вызвал резкую критику со стороны ряда международных организаций и правозащитных структур:
- Human Rights Watch и Amnesty International квалифицировали убийство как грубое нарушение международного гуманитарного права и преступление против человечности;
- Представители Организации Объединённых Наций призвали к проведению независимого международного расследования для установления всех обстоятельств дела;
- В 2020 году Европейский парламент упомянул данный инцидент в числе оснований для введения санкций против ЧВК «Вагнер» и связанных с ней лиц.[17]

### Реакция российской стороны
Российские официальные органы последовательно отрицали какую-либо причастность граждан России и частной военной компании «Вагнер» к произошедшему инциденту. По состоянию на момент публикации расследований ни один из предполагаемых участников не был привлечён к уголовной ответственности. Министерство обороны Российской Федерации и другие государственные структуры воздерживались от официальных комментариев, а Генеральная прокуратура и Следственный комитет не инициировали публичных расследований.
Журналистские и правозащитные расследования сталкивались с давлением и попытками цензуры со стороны государственных органов и подконтрольных СМИ. В российских государственных и прокремлёвских медиа зачастую выдвигались версии о фальсификациях, провокациях и попытках дискредитации российских военных и добровольцев.
Отсутствие уголовных дел и официальных расследований по делу вызывает вопросы о наличии политической воли и объективности российских властей в расследовании подобных преступлений.

### Юридические последствия
В 2021 году родственники Мохаммеда Таха Исмаила Аль-Абдуллы обратились с жалобой в Европейский суд по правам человека (ЕСПЧ), обвиняя Российскую Федерацию в соучастии в его убийстве и в бездействии по части расследования инцидента. Это стало одним из редких случаев, когда жертвы или их родственники пытаются привлечь к ответственности российские структуры за действия частных военных компаний за рубежом.
13 декабря 2021 года Европейский союз ввёл санкции против частной военной компании «Вагнер» и связанных с ней организаций и лиц — в числе которых четыре юридических и восемь физических лиц, в число которых вошел Дмитрий Уткин. По словам Европейского союза Уткин лично отдал приказ о пытках до смерти дезертира, а также о съемках этого акта. Санкции были введены в связи с систематическими нарушениями прав человека и причастностью к военным преступлениям в разных регионах, включая Сирию.
Во Франции несколько правозащитных организаций инициировали судебные процессы против предполагаемых участников ЧВК «Вагнер», обвиняя их в пытках и убийствах мирных жителей и пленных.
В самой России уголовные дела по факту убийства Мохаммеда Таха Исмаила Аль-Абдуллы не заводились, а официальных расследований не проводилось. Российские официальные органы не признают свою причастность к действиям ЧВК «Вагнер» и не комментируют ситуацию.

## Правовая оценка преступления

### Правовая квалификация преступления
Действия, запечатлённые на видеозаписях с убийством Мохаммеда Таха Исмаила Аль-Абдуллы, квалифицируются как грубое нарушение норм международного гуманитарного права. Они подпадают под определение военных преступлений согласно положениям Женевских конвенций, которые запрещают пытки, жестокое и бесчеловечное обращение с пленными.
Эксперты в области международного права отмечают явное нарушение принципов гуманности и защиты как гражданских лиц, так и военнопленных. Применение пыток, обезглавливание и сожжение тела жертвы могут быть квалифицированы как преступления против человечности.
На национальном уровне в уголовных кодексах многих стран подобные деяния подпадают под статьи, предусматривающие ответственность за пытки, убийство, незаконное лишение свободы и нарушение правил ведения войны.

### Права жертв и поддержка инициатив
Семьи жертв и пострадавшие от преступлений, связанных с деятельностью ЧВК «Вагнер», сталкиваются с недостатком официальной поддержки и признания. В этом контексте международные правозащитные организации играют ключевую роль, оказывая помощь в сборе доказательств, документировании преступлений и продвижении юридических инициатив.
Инициативы, направленные на создание баз данных и платформ для фиксации свидетельств, помогают фиксировать военные преступления и способствуют привлечению виновных к ответственности. Также значительное внимание уделяется работе с беженцами и родственниками погибших, чтобы обеспечить им доступ к юридической и психологической поддержке.

## Воздействие на общественное мнение
Публикация видеозаписей вызвала широкий общественный резонанс как в России, так и за её пределами. Внутри страны тема ЧВК «Вагнер» и связанных с ней преступлений получила активное обсуждение в независимых СМИ и социальных сетях, где критиковались методы ведения боевых действий и роль государства в поддержке частной военной компании.
На международной арене данный случай стал важным аргументом для правозащитных организаций и СМИ, которые использовали его для усиления давления на российские власти и повышения осведомлённости о масштабах деятельности наёмников. Во многих странах ЧВК «Вагнер» стала символом безнаказанности и системных нарушений прав человека.

## Параллели с другими преступлениями ЧВК «Вагнер»
Случай убийства Мохаммеда Таха Исмаила Аль-Абдуллы не является единичным в практике ЧВК «Вагнер». Эту частную военную компанию подозревают в совершении ряда аналогичных преступлений в различных регионах мира:
- В Центральноафриканской Республике фиксировались убийства журналистов и мирных жителей, а также случаи жестокого подавления оппозиции;[23]
- В Ливии ЧВК «Вагнер» обвиняют в массовых казнях и жестоких расправах над противниками;[24]
- В Украине зафиксированы случаи пыток и жестокого обращения с пленными, причастность к которым приписывается бойцам и командирам «Вагнера».[25]

Эти факты свидетельствуют о системном характере нарушений прав человека и военных преступлений, совершённых членами и руководством ЧВК «Вагнер». Такая деятельность происходит в условиях фактической безнаказанности, поддерживаемой либо молчаливым согласием российских властей, либо недостаточной эффективностью международного реагирования.